# Rânes
Rânes és un municipi francès situat al departament de l'Orne i a la regió de Normandia. L'any 2007 tenia 1.035 habitants.

## Demografia

### Població
El 2007 la població de fet de Rânes era de 1.035 persones. Hi havia 452 famílies de les quals 138 eren unipersonals (59 homes vivint sols i 79 dones vivint soles), 167 parelles sense fills, 127 parelles amb fills i 20 famílies monoparentals amb fills.
La població ha evolucionat segons el següent gràfic:
Habitants censats

### Habitatges
El 2007 hi havia 565 habitatges, 456 eren l'habitatge principal de la família, 64 eren segones residències i 45 estaven desocupats. 507 eren cases i 54 eren apartaments. Dels 456 habitatges principals, 306 estaven ocupats pels seus propietaris, 146 estaven llogats i ocupats pels llogaters i 4 estaven cedits a títol gratuït; 4 tenien una cambra, 29 en tenien dues, 103 en tenien tres, 135 en tenien quatre i 185 en tenien cinc o més. 344 habitatges disposaven pel capbaix d'una plaça de pàrquing. A 223 habitatges hi havia un automòbil i a 182 n'hi havia dos o més.

### Piràmide de població
La piràmide de població per edats i sexe el 2009 era:
| Homes | Edats   | Dones |
| ----- | ------- | ----- |
| 0     | 95 o +  | 0     |
| 8     | 90 a 94 | 4     |
| 8     | 85 a 89 | 32    |
| 4     | 80 a 84 | 8     |
| 16    | 75 a 79 | 16    |
| 36    | 70 a 74 | 44    |
| 24    | 65 a 69 | 32    |
| 36    | 60 a 64 | 36    |
| 32    | 55 a 59 | 20    |
| 44    | 50 a 54 | 32    |
| 28    | 45 a 49 | 32    |
| 24    | 40 a 44 | 32    |
| 24    | 35 a 39 | 32    |
| 28    | 30 a 34 | 28    |
| 32    | 25 a 29 | 32    |
| 12    | 20 a 24 | 12    |
| 36    | 15 a 19 | 32    |
| 28    | 10 a 14 | 28    |
| 36    | 5 a 9   | 28    |
| 20    | 0 a 4   | 4     |

## Economia
El 2007 la població en edat de treballar era de 608 persones, 439 eren actives i 169 eren inactives. De les 439 persones actives 404 estaven ocupades (215 homes i 189 dones) i 35 estaven aturades (18 homes i 17 dones). De les 169 persones inactives 84 estaven jubilades, 37 estaven estudiant i 48 estaven classificades com a «altres inactius».

### Ingressos
El 2009 a Rânes hi havia 459 unitats fiscals que integraven 1.066 persones, la mediana anual d'ingressos fiscals per persona era de 16.123 €.

### Activitats econòmiques
Dels 45 establiments que hi havia el 2007, 1 era d'una empresa extractiva, 1 d'una empresa alimentària, 7 d'empreses de fabricació d'altres productes industrials, 3 d'empreses de construcció, 12 d'empreses de comerç i reparació d'automòbils, 2 d'empreses de transport, 5 d'empreses d'hostatgeria i restauració, 1 d'una empresa financera, 2 d'empreses immobiliàries, 3 d'empreses de serveis, 6 d'entitats de l'administració pública i 2 d'empreses classificades com a «altres activitats de serveis».
Dels 10 establiments de servei als particulars que hi havia el 2009, 1 era una oficina de correu, 1 taller de reparació d'automòbils i de material agrícola, 2 lampisteries, 1 electricista, 2 perruqueries, 2 veterinaris i 1 agència immobiliària.
Dels 6 establiments comercials que hi havia el 2009, 1 era un hipermercat, 1 una botiga de menys de 120 m², 1 una fleca, 1 una botiga de material de revestiment de parets i terra i 2 floristeries.
L'any 2000 a Rânes hi havia 42 explotacions agrícoles que ocupaven un total de 1.825 hectàrees.

## Equipaments sanitaris i escolars
L'únic equipament sanitari que hi havia el 2009 era una farmàcia.
El 2009 hi havia una escola elemental.

## Poblacions més properes
El següent diagrama mostra les poblacions més properes.